# Beatrice av Hohenstaufen
Beatrice av Hohenstaufen, född 1198, död 1212, var en tysk-romersk kejsarinna; gift 1212 med Otto IV.
Hon var dotter till Filip av Schwaben och Irene Angelina. Äktenskapet arrangerades som ett fredstraktat mellan fadern och maken och krävde påvlig dispens på grund av brudens ålder.